# 羅震華
羅震華，中華民國外交官。曾任駐匈牙利臺北代表處秘書、外交部國際合作及經濟事務司科長，以及駐聖文森及格瑞那丁大使館、駐聖露西亞大使館、駐沙烏地阿拉伯王國臺北經濟文化代表處參事等職務，現任臺灣駐索馬利蘭共和國代表處大使銜代表。

## 職業生涯
2006年12月，在聖露西亞與中華民國復交之前，中华民国外交部事先組成「聖國攻堅小組」對政界與媒體進行遊說以策動復交，駐聖文森及格瑞那丁大使館參事羅震華即為攻堅小組成員，在2007年4月復交之後，並參與駐聖露西亞大使館的開館事宜。
2010年1月，駐聖露西亞大使館參事羅震華調任返台前，總理斯蒂芬森·金於20、22日親自舉辦歡送晚宴與酒會，邀請全體內閣成員以及大使館員與眷屬參加，創下該國總理為館員級外交官舉辦歡送活動的先例。
2020年7月，外交部長吳釗燮宣布與索馬利蘭互設官方代表機構，外交部其後任命駐沙烏地阿拉伯代表處參事羅震華擔任駐索馬利蘭首任代表。羅震華在2月就與其他3名外交官前往索馬利蘭籌備設立代表處，原先計畫4月開館，但受到2019冠状病毒病疫情影響延後至8月開館，由羅震華與索馬利蘭外交部長穆雅辛主持揭牌儀式。
2020年10月，索馬利蘭總統比希接見羅震華，表示「我與台灣駐索馬利蘭代表羅震華舉行了富有成果的會議，在教育、貿易、衛生、通信技術以及深化我們兩國共享原則與關係的方法。」
2021年4月，臺灣太魯閣號列車發生事故，造成重大傷亡，比希致電羅震華表達慰問；羅震華接受英国广播公司（BBC）採訪時表示「索馬里蘭是臺灣通往东非的門戶，我在這裡是10個東非國家的臺灣代表。」「我們當然不需要尋求獨立，因為我們已經獨立了，我們雙方都需要的是認可，我們在這一點上的困難處境是一樣的。」

## 外部連結
- 三立新聞台. . YouTube. 2020年8月29日.